# Гусеницеїд рудолобий
Гусеницеїд рудолобий (Conopophaga castaneiceps) — вид горобцеподібних птахів родини гусеницеїдових (Conopophagidae).

## Поширення
Ендемік північно-західної частини Південної Америки. Поширений у передгір'ях Анд в Колумбії, Еквадорі та Перу. Мешкає у гірських і передгірних дощових лісах з великою кількістю деревних мохів та епіфітів.

## Опис
Дрібний птах, завдовжки 13—14 см, вагою до 27 г. Тіло пухке з великою сплющеною головою, коротким конічним дзьобом, короткими і закругленими крилами, квадратним хвостом та міцними ногами. Голова та горло карамельного забарвлення, яке у самців поширюється і на груди. За очима лежить біла смуга. Груди та боки темно-сірі. Спина, крила, хвіст та черево темно-коричневі. Черево біле.

## Спосіб життя
Трапляється поодинці або парами. Активний вдень. Живиться комахами та іншими дрібними безхребетними, на яких полює із засідки на дереві. Моногамний птах. Сезон розмноження триває у лютому-березні. Чашоподібне гніздо будує на гілках серед епіфітів. У кладці 2—3 яєць. Насиджують обидва партнери по черзі. Інкубація триває 15 днів.